# Grzegorz Krychowiak
Grzegorz Krychowiak, född 29 januari 1990, är en polsk fotbollsspelare som spelar för saudiska Abha. Han representerar även det polska landslaget.

## Karriär
Den 30 augusti 2017 blev Krychowiak utlånad till West Bromwich Albion på ett låneavtal över säsongen 2017/2018. Den 24 juli 2018 lånades Krychowiak ut till Lokomotiv Moskva på ett låneavtal över säsongen 2018/2019. I juli 2019 blev det klart med en permanent övergång till Lokomotiv Moskva för Krychowiak.
Den 2 augusti 2021 värvades Krychowiak av Krasnodar. Den 15 mars 2022 lånades han ut till grekiska AEK Aten. I juli 2022 lånades Krychowiak ut till saudiska Al-Shabab på ett säsongslån.
I juli 2023 värvades Krychowiak av saudiska Abha, där han skrev på ett ettårskontrakt med option på ytterligare ett år.